# Butleigh
Butleigh è un villaggio con status di parrocchia civile della contea dello Somerset (Inghilterra sud-occidentale), facente parte del distretto dell'Mendip.  La parrocchia civile conta una popolazione di circa 800 abitanti.

## Geografia fisica

### Collocazione
Butleigh si trova a circa 30 km ad ovest di Bridgwater

## Società

### Evoluzione demografica
Al censimento del 2011, la parrocchia civile di Butleigh contava una popolazione pari a 823 abitanti.

## Monumenti e luoghi d'interesse

### Chiesa di San Leonardo
Tra gli edifici d'interesse di Butleigh, figura la chiesa di San Leonardo, eretta nel XIV secolo, ma restaurata nel XIX secolo su progetto dell'architetto J. C. Buckler.

### Butleigh Court
Altro luogo d'interesse è la Butleigh Court, una residenza costruita nel 1845 su progetto dell'architetto J. C. Buckler.